# 吕诺
吕诺（法語：Luneau，法語發音：[lyno]）是法国阿列省的一个市镇，位于该省东部，属于维希区。

## 地理
吕诺（46°21'48"N, 3°57'6"E）面积27.27 平方千米，位于法国奥弗涅-罗讷-阿尔卑斯大区阿列省，该省份为法国中部省份，北起涅夫勒省、西北接谢尔省，西南至克勒兹省，南至多姆山省，东南临卢瓦尔省，东临索恩-卢瓦尔省。
与吕诺接壤的市镇（或旧市镇、城区）包括：阿夫里伊、勒布绍、沙斯纳尔、讷伊昂东容、圣迪迪耶昂东容、武藏斯河畔圣莱热。

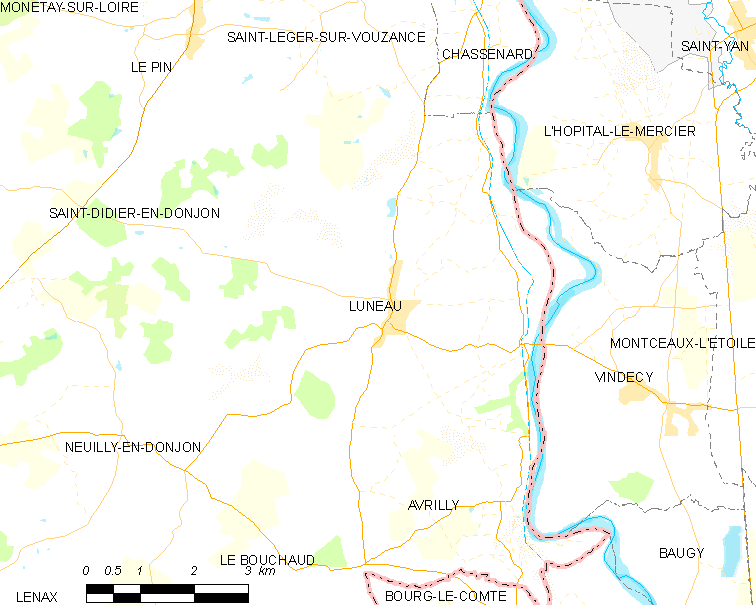
吕诺的OSM定位图

吕诺的时区为UTC+01:00、UTC+02:00（夏令时）。

## 行政
吕诺的邮政编码为03130，INSEE市镇编码为03154。

## 政治
吕诺所属的省级选区为贝布尔河畔栋皮埃尔县。

## 人口

1962-2008年间吕诺人口变化图示

吕诺于2022年1月1日时的人口数量为269人。